# Oopsacas
Oopsacas is een geslacht van sponsdieren uit de klasse van de Hexactinellida.

## Soorten
- Oopsacas minuta Topsent, 1927
- Oopsacas olympicus Reiswig, 2014
- Oopsacas spinifera (Ijima, 1903)
- Oopsacas stelleta (Ijima, 1927)